# ريكس بيري
ريكس بيري (بالإنجليزية: Rex Berry)‏ هو لاعب كرة قدم أمريكية أمريكي، ولد في 9 سبتمبر 1924 في مواب في الولايات المتحدة، وتوفي في 1 يوليو 2005 في بروفو في الولايات المتحدة.

## وصلات خارجية
- ريكس بيري على موقع مرجع كرة القدم المحترفة.كوم (الإنجليزية)